# بيني وبينك (مسلسل)
بيني وبينك مسلسل فكاهي سعودي يتألف من أربعة أجزاء، بدأ إنتاجه سنة 2007، وعرضت جميع مواسمه على قناة إم بي سي 1 في رمضان 2007 وهو من بطولة فايز المالكي وحسن عسيري وراشد الشمراني وعرض في فترة ما بين صلاتي المغرب والعشاء وهي الفترة التي تشهد نسبة مشاهدة كبيرة في بلدان الخليج العربي، عرض المسلسل بعد مسلسل طاش ما طاش الذي يحظى بنسبة مشاهدة عالية، الأمر الذي ساعد مسلسل بيني وبينك على الانتشار.
بعد نجاح المسلسل في موسمه الأول قررت القناة المنتجة مع المنتج المنفذ شركة الصدف للإنتاج الصوتي والمرئي إنتاج موسم ثاني وبدأت بثه في رمضان 2008 في نفس فترة العرض، ثم أنتج الجزء الثالث في 2009، في الجزء الرابع 2010 تم استبعاد الممثل فايز المالكي ليحل محله الممثل حبيب الحبيب لوجود مشاكل بين فايز المالكي وحسن عسيري.

## القصة

### الجزء الأول
يتميز الجزء الأول بواقعية القصة حيث أن مفرح خرج من قريته بعد إطلاق النار عن طريق الخطأ على أحد أقاربه، والذي كان بينهما مشاكل، وظن أنه متعمد، اعتقد مفرح أنه مات، ولكن لم يمت، فذهب إلى الرياض، وهناك التقى مناحي. بينما خرج مناحي من قريته غاضبًا من أهلها لتتوالى الأحداث، والتقى سيارة مقلوبة وفيها مجرمين مخدرات وكان معهم شنطة مليئة بالمال وذهب إلى الرياض والتقى مفرح، وهنا بدأت الأحداث وذهبا إلى فندق الكرامة واعتقد كلن منهم أن الآخر مباحث والتقيا النصاب الواصل.

### الجزء الثاني
شارك كل من راشد الشمراني وحسن عسيري وفايز المالكي، وقد تم تصوير بعض أحداث المسلسل في دولة إثيوبيا، وقد تم تغيير اسم حسن عسيري من مفرح إلى مدحت.

### الجزء الثالث
مايميز هذا الجزء هو مشاركة الممثلتين التُركيْتيّن توبا بويكستون وسونغول أودان، وأيضًا تم تغيير اسم مدحت إلى دنحي.

### الجزء الرابع
انفصل الفنان فايز المالكي عن الفنان حسن عسيري بسبب حذف حسن عسيري لـ 10 مشاهد من مشاهد فايز المالكي خرج المالكي وتوجه إلى مسلسله 
سكتم بكتم وتم استبعاده وأتى مكانه الفنان حبيب الحبيب وعمر الديني الذي كان دوره ممادو في الجزئين.

## طاقم المسلسل

### تأليف
علاء حمزة.

### إخراج
- محمد العوالي (الجزء 1 / 3).
- أيمن شيخاني (الجزء 2).
- خالد الطخيم (الجزء 4).

### الممثلين
- حسن عسيري.
- فايز المالكي.
- راشد الشمراني.
- حبيب الحبيب.
- عمر الديني.
- أسعد الزهراني.
- عبير أحمد.
- أسماء الحسن.
- سحر خليل.
- ريم عبد الله.
- تركي اليوسف.
- علي المدفع.
- حمد المزيني.
- عوض عبد الله.
- عبد الله العامر.
- مرزوق الغامدي.
- عبد الرحمن الرقراق.
- عبد الرحمن الخريجي.
- شافي الحارثي.
- محمد الكنهل.
- عبد العزيز السكيرين.
- هاني ناظر.
- خطر.
- أيمن المديفر.
- عبد الله المزيني.
- عبد العزيز الشمري.
- سارة اليافعي.
- فيصل العمري.
- عبد العزيز المبدل.
- مها زين.
- يعقوب الفرحان.
- بدر المطرفي.
- محمد المنصور.
- محمد الجبرتي.
- عبد الملك المزيعل.